# Пиччони, Пьеро
Пье́ро Пиччо́ни (итал. Piero Piccioni; 6 декабря 1921, Турин, Королевство Италия — 23 июля 2004, Рим) — итальянский кинокомпозитор, дирижёр, пианист и органист. Музыкант-самоучка. До 1957 года использовал псевдоним Пьеро Морган (итал. Piero Morgan, от девичьей фамилии матери — Маренго (итал. Marengo)). Автор более 300 саундтреков и композиций для фильмов, радио, телевидения, балета и оркестра. Прославился своей музыкой для кинофильмов, создав музыкальное оформление для более чем 100 картин.

## Творчество
Радио-дебют Пиччони состоялся в 1938 году, с его биг-бэнд «013», но вернуться в эфир они смогли только после освобождения Италии в 1944 году. На творчество Пиччони оказывали сильное влияние классические композиторы и американский кинематограф. Фаворитами его были Фрэнк Капра, Альфред Хичкок, Билли Уайлдер, Джон Форд и Алекс Норт. Пиччони начал писать собственные песни и вскоре некоторые его работы были опубликованы издательством «Carisch».
Пьеро Пиччони попал в мир кинематографа в пятидесятых годах. Тогда он был практикующим адвокатом и защищал права собственности на фильмы таких итальянских дистрибьюторов, как «Titanus» и «De Laurentiis».
Микеланджело Антониони пригласил его записать музыкальное сопровождение к документальному фильму Луиджи Полидоро, одного из его учеников. 
Первой характерной работой Пиччони была музыка к фильму «Il Mondo le condanna» Джанни Франчолини (1952). Оставив стезю адвоката, он завёл профессиональные и дружеские отношения с режиссёрами Франческо Рози и Альберто Сорди.
Многие режиссёры стремились привлечь Пиччони к созданию своих фильмов: в их числе Марио Моничелли, Альберто Латтуада, Луиджи Коменчини, Лукино Висконти, Антонио Пьетранджели, Бернардо Бертолуччи, Роберто Росселини, Витторио Де Сика, Тинто Брасс, Дино Ризи и другие.
Он написал музыку для многих произведений классиков итальянского и мирового кинематографа Бернардо Бертолуччи, Лукино Висконти, Витторио Де Сика, Лины Вертмюллер, Франческо Рози, был бессменным композитором, с которым сотрудничал при создании своих фильмов прославленный комический актёр и режиссёр Альберто Сорди.

## Дело Монтези
В 1954 году Пьеро Пиччони и Уго Монтанья маркиз Сан-Бартоломео были обвинены в причастности к смерти Вильмы Монтези, вследствие чего отец Пьеро, министр иностранных дел Италии Аттилио Пиччони, был вынужден подать в отставку. Впоследствии все обвинения были сняты.

## Избранная фильмография
- 1954 — Пляж / La spiaggia
- 1956 — Бедные, но красивые / Poveri ma belli
- 1957 — Красивые, но бедные / Belle ma povere
- 1958 — Буря / La tempesta
- 1959 — Бурная ночь / La notte brava
- 1960 — Красавчик Антонио / Il bell’Antonio
- 1960 — Адуа и её товарки / Adua e le compagne
- 1961 — Ромул и Рем / Romolo e Remo
- 1961 — Бездорожье / La viaccia
- 1962 — Костлявая кума / La commare secca
- 1963 — Руки над городом / Le mani sulla città
- 1963 — Бум / Il Boom
- 1963 — Презрение / Le mépris
- 1963 — Дьявол / Il diavolo
- 1964 — Летающая тарелка / Il disco volante
- 1965 — Капитанская дочка / La figlia del capitano (мини–сериал)
- 1965 — Я её хорошо знал / Io la conoscevo bene
- 1965 — Десятая жертва / La decima vittima
- 1966 — Простите, вы за или против? / Scusi, lei è favorevole o contrario?
- 1967 — Ведьмы / Le streghe
- 1967 — Я женился на тебе ради забавы / Ti ho sposato per allegria
- 1967 — Посторонний / Lo straniero
- 1967 — Итальянец в Америке / Un italiano in America
- 1968 — Итальянское каприччо / Capriccio all’italiana
- 1968 — Врач страховой кассы / Il medico della mutua
- 1969 — Любовь моя, помоги мне / Amore mio aiutami
- 1970 — Люди против / Uomini contro
- 1970 — Пары / Le coppie
- 1970 — Кукла на цепи / Puppet on a chain
- 1971 — Маяк на краю света / The Light at the Edge of the World
- 1972 — Дело Маттеи / Il caso Mattei
- 1971 — Красивый честный эмигрант в Австралии хотел бы жениться на не состоявшей в браке соотечественнице / Bello, onesto, emigrato Australia sposerebbe compaesana illibata
- 1972 — Мими-металлист, уязвленный в своей чести / Mimì metallurgico ferito nell’onore
- 1972 — Игра в карты по-научному / Lo scopone scientifico
- 1973 — Мой брат Анастазия / Anastasia mio fratello
- 1973 — Звёздная пыль / Polvere di stelle
- 1974 — Пока есть война, есть надежда (Торговцы смертью) / Finché c'è guerra c'è speranza
- 1974 — Отнесённые необыкновенной судьбой в лазурное море в августе / Travolti da un insolito destino nell’azzurro mare d’agosto
- 1975 — Сиятельные трупы / Cadaveri eccellenti
- 1976 — Всеобщее чувство стыда / Il comune senso del pudore
- 1976 — Собачье сердце / Cuore di cane
- 1978 — Христос остановился в Эболи / Cristo si è fermato a Eboli
- 1980 — Три брата / Tre fratelli
- 1980 — Я и Катерина / Io e Caterina
- 1980 — Банкир-неудачник / Rag. Arturo De Fanti, bancario precario
- 1982 — Путешествие с папой / In viaggio con papà
- 1982 — Я знаю, что ты знаешь, что я знаю / Io so che tu sai che io so
- 1984 — Всех за решётку / Tutti dentro
- 1985 — Камо грядеши / Quo Vadis